# جون ويلسون
جون ويلسون (بالإنجليزية: John Wilson)‏ (و. 1944 – م) هو سياسي، وفلاح، وطبيب بيطري، من كندا.

## مناصب
تولى منصب عضو البرلمان، Legislative Assembly of British Columbia ‏ (1996–2005).

## التعليم
تعلم في كلية أونتاريو البيطرية.